# Chris Beier
Chris Beier (Trier, 5 mei 1953) is een Duitse jazzpianist en componist. 

## Biografie
Beier werkte in de jaren 70 met Toto Blanke, Albert Mangelsdorff en Aladár Pege. Van 1979 tot 1985 was hij muzikaal leider bij het Staatstheater Nürnberg, hij was hier in 1997 verantwoordelijk voor de musical Black Rider van Robert Wilson, Tom Waits en William S. Burroughs. Naast zijn werk voor radio en tv componeerde hij "Angel Memory“ voor Overtone Orchestra. Andere composities van hem zijn Ragas & Sagas (een ode aan John Coltrane) en Winds of Akasha. 
Hij heeft soloplaten gemaakt en albums opgenomen met een duo (met Leszek Zadlo) en met het Overtone Trio (waarin Rainer Glas en Rudolf Roth, resp. Joe Nay). 
Nadat in 2001 bij hem dystonie werd vastgesteld besloot Beier niet langer op te treden. 
Beier werkte als docent bij de Erlanger Jazz-Workshops. Sinds 1987 leidt hij de jazz-afdeling van de Hochschule für Musik Würzburg. Hij geeft hier les in o.m. jazzharmonie en -compositie.